# Trolls: TrollsTopia
Trolls: Trollstopia (também conhecido por Trollstopia em Portugal) é uma série de televisão americana de web animada em flash produzida pela DreamWorks Animation que é baseada nos filmes musicais de comédia 3D Trolls e Trolls World Tour e é a sequência de Trolls: The Beat Goes On!. A primeira temporada foi lançada em 19 de novembro de 2020. Uma segunda temporada foi lançada em 18 de março de 2021.

## Produção
Em 17 de janeiro de 2020, a DreamWorks anunciou uma nova série de TV Trolls , intitulada Trolls: TrollsTopia , a ser distribuída exclusivamente no Hulu e no Peacock. A série foi originalmente programada para ser lançada em 15 de abril de 2020. O anúncio veio junto com os filmes da DreamWorks, The Croods: A New Age e The Boss Baby: Family Business, outras propriedades relacionadas à DreamWorks e Universal, como Cleopatra em Espaço, Cadê o Wally?, The Mighty Ones e Madagascar: A Little Wild e novos episódios de Curious George.
Devido aos efeitos do COVID-19 no cronograma de lançamento original do Peacock, muitos dos originais planejados, incluindo esta série, foram adiados. O Hulu não anunciou nenhum atraso e lançaria a série no prazo.  A data de lançamento da série no Hulu foi confirmada para 19 de novembro de 2020. O primeiro trailer foi lançado em 5 de novembro de 2020.
A primeira captura de tela foi vista na edição de outubro de 2020 da revista TV Kids. Universal assinou um contrato de longo prazo com a Sky, com Trolls: TrollsTopia sendo confirmado para estar entre os programas incluídos no contrato, que veria clientes na Irlanda e no Reino Unido ver os programas na plataforma mencionada.
No mesmo mês, um storyboard de um episódio intitulado "Dinner with Dante" (Em português: Jantar com Dante) vazou no Tumblr, mas foi removido logo depois. Ele girava em torno de um Troll clássico chamado Dante Crescendo. Ao mesmo tempo, a sequência animatica dos créditos de abertura da série vazou. Jim Mortensen confirmou que os vazamentos foram roubados.
Notável equipe retornando de Trolls: The Beat Goes On! incluem Matthew Beans (produtor executivo), Alex Geringas (compositor e compositor). O animador e diretor Jim Mortensen também voltou para a série, mas em fevereiro de 2020, ele deixou a produção do show.

## Elenco

### Pop Trolls
- Amanda Leighton como a Rainha Poppy, a doce e otimista Rainha dos Pop Trolls que criou o experimento TrollsTopia.
- Skylar Astin como Tronco, um Pop Troll sobrevivente cauteloso, mas de bom coração e o melhor amigo de Poppy.
- David Fynn como:
  - Bitelo, um grande e amigável Pop Troll e um dos amigos de Poppy.
  - Sr. Dinkles, o verme de estimação do Biggie.
- Fryda Wolff como:
  - DJ Suki, uma Pop Troll que usa equipamentos de DJ feitos de insetos e um dos amigos de Poppy.
  - Cetim e Chenille, gêmeas Pop Trolls unidos por seus cabelos e amam a moda e duas amigas de Poppy.
- Sean T. Krishnan como Guy Diamante, um pop Troll brilhante e nu com uma voz altamente auto-sintonizada e um dos amigos de Poppy.
- Kevin Michael Richardson como Nina, uma pequena Pop Troll feminina com uma voz masculina e uma das amigas de Poppy.

### Hard Rock Trolls
- Lauren Mayhew como Val Thundershock, a embaixadora que representa os Hard Rock Trolls que reside em Rock Hollow.
- Charles DeWayne como Demo, o empresário da banda de Val.

### Country Western Trolls
- Megan Hilty como Holly Darlin ', a embaixadora que representa os Country Western Trolls que reside em Country Corral.
- Eric Lopez como Gust Tumbleweed, o xerife de Country Corral.

### Trolls clássicos
- JP Karliak como Dante Crescendo, compositor real e embaixador que representa os Trolls Clássicos que reside na Crista Clássica.
- Jeanine Mason como Minueto Sonata, amiga de Dante que toca violino.

### Funk Trolls
- Ron Funches como Cooper, um dos príncipes gêmeos dos Funk Trolls e um dos amigos de Poppy que foi separado de sua família e criado pelos Pop Trolls.
- Michael-Leon Wooley como Lownote Jones, o embaixador que representa os Funk Trolls que reside em Vibe Town.
- Kat Graham como Rhythm & Blues, gêmeos Funk Trolls que são cientistas e inventores.

### Techno Trolls
- Vladimir Caamaño como Synth, o embaixador que representa os Techno Trolls que reside na Lagoa do Techno.
- Anita Kalathara como Laguna Tidepool, uma antrollogist muito inteligente.

### Misc. Trolls
- Kenan Thompson como Tico Diamante, um hip-hop Troll brilhante e nu e filho recém-nascido rapper de Guy Diamante.

### Não Trolls
- Walt Dohrn como Nuvem, um antropomórfico nuvem que muitas vezes faz o divertimento de Tronco, Laguna, Lownote, Holly, e Dante.

## Episódios

### Temporada 1
| No.geral | No. na temporada | Título                                      | Dirigido por  | Escrito por                                                                                                 | Data de lançamento original |
| --- | ---------------- | ------------------------------------------- | ------------- | --- | --------------------------- |
| 1 | 1                | "Trollstopia"                               | Alex Almaguer | Escrito por: Matthew Beans Storyboard por: Davin Cheng, Lake Fama, Heather Gegerson, Jane Kim, Pat Pakula   | 19 de novembro de 2020      |
| Ansiosa por fazer amizade com as novas Troll Tribes, Poppy convida embaixadores para visitar Troll Village com a esperança de que eles possam viver em harmonia em uma nova TrollsTopia. Mas como os Rock Trolls provam ser um desafio maior, Poppy deve encontrar uma maneira de colocar todos na mesma página. |                  |                                             |               | |                             |
| 2a | 2a               | "O sistema de camaradagem"                  | Yaron Farkash | Escrito por: John D'Arco Storyboard por: Davin Cheng, Lago Fama                                             | 19 de novembro de 2020      |
| Para integrar rapidamente todos os Trolls em TrollsTopia, Poppy decide que cada novo Troll ao vivo com um Troll Pop. Mas quando personalidades e costumes se chocam, Poppy percebe que, quando se trata de TrollsTopia, é melhor ir devagar e sempre. |                  |                                             |               | |                             |
| 2b | 2b               | "Festa de lançamento"                       | Alex Almaguer | Escrito por: Marie Cheng Storyboard por : Lake Fama, Jane Kim                                               | 19 de novembro de 2020      |
| Quando Poppy descobre que a ideia de Val de uma festa de lançamento é extremamente diferente da dela, ela deve encontrar uma maneira de planejar uma festa incrível para TrollsTopia sem pisar nos pés de Val. |                  |                                             |               | |                             |
| 3a | 3a               | "Traga para dentro"                         | Amy Mai       | Escrito por: Keith Wagner Storyboard por : Michelle Thompkins-Lima, Andrew Bendik                           | 19 de novembro de 2020      |
| Quando Poppy descobre que os Trolls Clássicos nunca se abraçam, ela começa a missão de ensinar-lhes o que significa abraçar. Mas quando os Trolls Clássicos começam a se abraçar, Poppy e o Pacote de Lanche precisam protegê-los da terrível verdade: seus abraços são absolutamente terríveis. |                  |                                             |               | |                             |
| 3b | 3b               | "Ramificação fora d'água"                   | Alex Almaguer | Escrito por: Teresa Kale Storyboard por: Michelle Thompkins-Lima, Joshua Angeles, Aaron Fryer               | 19 de novembro de 2020      |
| Quando os Techno Trolls assumem as fontes termais favoritas de Branch e interrompem sua rotina matinal, ele tem que descer até a Lagoa do Techno para chegar a um entendimento com Synth, um Troll com quem ele não tem nada em comum. |                  |                                             |               | |                             |
| 4a | 4a               | "A balada de Holly Darlin '"                | Alex Almaguer | Escrito por: John D'Arco Storyboard por : Pat Pakula                                                        | 19 de novembro de 2020      |
| Quando Poppy recebe uma nota de "agradecimento" de Holly que é realmente mais agradável do que o presente original de Poppy, ela segue para Country Corral para investigar. Ela descobre que esse é um hábito comum com Holly. Ela sempre mostra seu apreço de maneiras grandiosas! Considerando-se uma Troll bastante grata por seus próprios méritos, Poppy e Holly logo se encontram em uma guerra crescente de generosidade. |                  |                                             |               | |                             |
| 4b | 4b               | "Do outro lado da moda"                     | Amy Mai       | Escrito por: Teresa Kale Storyboard por: Heather Gegerson, Michelle Thompkins-Lima                          | 19 de novembro de 2020      |
| Satin e Chenille despertam de um sonho compartilhado sobre um vestido e decidem criar esta obra-prima. Quando eles têm problemas para criar a faixa perfeita, eles recorrem à Rhythm & Blues para obter alguma ajuda científica moderna e embarcam em uma jornada para uma nova dimensão da moda. |                  |                                             |               | |                             |
| 5a | 5a               | "Gerente Poppy"                             | Amy Mai       | Escrito por: Keith Wagner Storyboard por: Andrew Bendik, Michelle Thompkins-Lima, Joshua Angeles, Lago Fama | 19 de novembro de 2020      |
| Quando o empresário de Val deve deixar o cargo pouco antes de seu primeiro show só da Tribo, Poppy deve aprender os costumes da Tribo Hard Rock para garantir que Val esteja pronta para o show. |                  |                                             |               | |                             |
| 5b | 5b               | "A Situação Snug-a-lug"                     | Yaron Farkash | Escrito por: Marie Cheng Storyboard por: Andrew Bendik, Aaron Fryer, Joshua Angeles, Lago Fama              | 19 de novembro de 2020      |
| Lownote Jones recruta Branch, Val, Gust Tumbleweed e Laguna Tidepool para "petsit" seu exótico animal de estimação snug-a-lug, o bicho mais adorável do universo. Mas há uma regra que eles nunca devem quebrar: você não pode abraçar um confortável! |                  |                                             |               | |                             |
| 6a | 6a               | "Noite das Meninas"                         | Yaron Farkash | Escrito por: Teresa Kale Storyboard por: David Cheng, Lago Fama                                             | 19 de novembro de 2020      |
| Após vários convites, Val relutantemente concorda em comparecer à noite das meninas de Poppy. Mas ela pode passar a noite sem deixar seu lado mais suave aparecer? |                  |                                             |               | |                             |
| 6b | 6b               | "Cloud Control"                             | Alex Almaguer | Escrito por: Marie Cheng Storyboard por : Pat Pakula, Lago Fama                                             | 19 de novembro de 2020      |
| Branch descobre que ele não é o único em TrollsTopia que Cloud Guy irrita - há alguém de todas as tribos, exceto os Rock Trolls. Ao descobrir que Val é o segredo para evitar Cloud Guy, Branch tenta afastá-lo e ajudar todos a viverem uma vida livre de aborrecimentos |                  |                                             |               | |                             |
| 7a | 7a               | "Rock Clássico"                             | Alex Almaguer | Escrito por: Keith Wagner Storyboard por: Lake Fama, Jane Kim                                               | 19 de novembro de 2020      |
| Quando Poppy descobre que Rock Troll Demo está entrando sorrateiramente em Classical Crest para tocar guitarra clássica, ela promete manter isso em segredo de Val. |                  |                                             |               | |                             |
| 7b | 7b               | "Ramo de Buckin"                            | Yaron Farkash | Escrito por : Teresa Kale Storyboard por : Lake Fama, David Cheng                                           | 19 de novembro de 2020      |
| Os Country Trolls veem algo especial em Branch e o convidam para um teste de rodeio. Mas quando Branch luta para acompanhar, ele tem que recorrer a tentativas cada vez mais desesperadas para manter seu status "especial", especialmente depois que os Country Trolls descobrem que Biggie é um especialista em rodeios. |                  |                                             |               | |                             |
| 8a | 8a               | "Rhythm & the Blues"                        | Alex Almaguer | Escrito por : John D'Arco Storyboard por: Lake Fama, Pat Pakula                                             | 19 de novembro de 2020      |
| Quando o Rhythm & Blues sente saudades de casa e sente falta dos amigos em Vibe City, Poppy e The Snack Pack os apoiam. |                  |                                             |               | |                             |
| 8b | 8b               | "Guitarra da boca"                          | Amy Mai       | Escrito por : Keith Wagner Storyboard por: Lake Fama, Heather Gegerson                                      | 19 de novembro de 2020      |
| Um novo Rock Troll chamado Blaze Powerchord chega em TrollsTopia com o talento para tocar "guitarra de boca" (fingindo tocar guitarra fazendo barulho com a boca). Quando Minuet Sonata desafia Blaze para um concurso de guitarra, Val coloca Minuet sob sua proteção e a ensina a tocar guitarra de mentira. |                  |                                             |               | |                             |
| 9a | 9a               | "Glitter Rush"                              | Yaron Farkash | Escrito por: Jordan Morris Storyboard por: David Cheng, Ainsley Dye, Joshua Angeles, Aaron Fryer            | 19 de novembro de 2020      |
| Quando uma escassez de glitter atinge TrollsTopia, Holly Darlin 'ensina a todos sobre a mineração de glitter. Eles atingem uma rica veia da substância cintilante, permitindo que os Trolls se entreguem às suas fantasias de glitter mais selvagens. |                  |                                             |               | |                             |
| 9b | 9b               | "Laguna Tidepool e a sala de jogos perdida" | Yaron Farkash | Escrito por: Grant Jossi Storyboard por: David Cheng, Carrie Hankins, Joshua Angeles, Aaron Fryer           | 19 de novembro de 2020      |
| Poppy e uma equipe de Trolls seguem Laguna Tidepool até um antigo templo cheio de armadilhas e obstáculos em uma busca pelo lendário jogo de tabuleiro de todos os tempos. |                  |                                             |               | |                             |
| 10a | 10a              | "Cheery Glo-mato"                           | Alex Almaguer | Escrito por: Marie Cheng Storyboard por: Michelle Thompkins-Lima, Chris Heltzel, Jane Kim                   | 19 de novembro de 2020      |
| Depois que Val acidentalmente esmaga o premiado Cheery Glo-mato de Holly, ela deve trabalhar com Poppy para se livrar de sua culpa, acertando as coisas com Holly. |                  |                                             |               | |                             |
| 10b | 10b              | "Altamente Divertido"                       | Amy Mai       | Escrito por: John D'Arco Storyboard por: Michelle Thompkins-Lima, Heather Gegerson, Jane Kim                | 19 de novembro de 2020      |
| Quando Dante chega com um caso de bloqueio do compositor, ele não consegue escrever nenhuma música nova. Isto é, até encontrar inspiração no lugar mais improvável ... Galho! Dante começa a acompanhar cada movimento de Branch. À medida que a invasão de privacidade começa a afetar Branch, não fica claro o que chegará ao fim primeiro: a sinfonia de Dante ou a paciência de Branch.                                      |                  |                                             |               | |                             |
| 11a | 11a              | "O Makeunder"                               | Amy Mai       | Escrito por: Matthew Beans Storyboard por: Andrew Bendik, Michelle Thompkins-Lima, Lago Fama                | 19 de novembro de 2020      |
| Lownote Jones é tão legal que sempre é o centro das atenções em todas as ocasiões. Mas a festa de aniversário de Guy Diamond está chegando, e é importante para Lownote que Guy receba toda a atenção em seu dia especial. Então ele recruta Branch para lhe dar um "makeunder" e ensiná-lo a se misturar em uma festa. |                  |                                             |               | |                             |
| 11b | 11b              | "Smidge na sela"                            | Alex Almaguer | Escrito por: John D'Arco Storyboard por: Andrew Bendik, Pat Pakula, Lago Fama                               | 19 de novembro de 2020      |
| De volta a Lonesome Flats, Gust Tumbleweed era o Fun Sheriff, servindo e protegendo a diversão onde quer que fosse. Quando ele oferece seus serviços para TrollsTopia, Smidge decide ir junto, determinado a ser o parceiro perfeito. |                  |                                             |               | |                             |
| 12a | 12a              | "Extra Tootering"                           | Yaron Farkash | Escrito por: John D'Arco Storyboard por: Aaron Fryer                                                        | 19 de novembro de 2020      |
| Quando Tiny Diamond confessa que ainda precisa peidar com purpurina, Guy Diamond e os outros se juntam ao seu redor, determinados a ajudá-lo a alcançar seu primeiro toot cintilante! |                  |                                             |               | |                             |
| 12b | 12b              | "O último álbum de recortes"                | Amy Mai       | Escrito por: Keith Wagner Storyboard por: Andrew Bendik                                                     | 19 de novembro de 2020      |
| Quando Poppy e Val descobrem que são fãs da mesma série de álbuns de recortes, elas unem forças para tentar localizar o autor. |                  |                                             |               | |                             |
| 13a | 13a              | "Darlin 'Dos"                               | Amy Mai       | Escrito por: Keith Wagner Storyboard por: Heather Gregersen, Michelle Thompkins-Lima, Jane Kim              | 19 de novembro de 2020      |
| Quando Holly dá a Poppy um penteado grande, Poppy não quer ferir os sentimentos de Holly, admitindo que seu cabelo é muito grande. |                  |                                             |               | |                             |
| 13b | 13b              | "Dia de cabelo ruim"                        | Alex Almaguer | Escrito por : Teresa Kale Storyboard por: Heather Gregersen, Jane Kim, Jane Kim                             | 19 de novembro de 2020      |
| O melhor amigo de Val chega a TrollsTopia para o grande concerto. Mas quando ela tenta convencer Val a voltar para Volcano Rock City, cabe a Poppy mostrar a Val o quanto TrollsTopia precisa dela |                  |                                             |               | |                             |

## Transmissão
Fora dos Estados Unidos, a série irá ao ar no DreamWorks Channel Asia em 2021. Em Portugal, estreou no Canal Panda em 10 de dezembro de 2022, porém o 1º episódio dividido em 2 partes estreou nos dias 3 e 4 de dezembro.